# Jane Bramsen
Jane Bramsen (10 de septiembre de 1978) es una deportista danesa que compitió en bádminton. Ganó una medalla de oro en el Campeonato Europeo de Bádminton de 2002, en la prueba de dobles.

## Palmarés internacional
| Campeonato Europeo | Campeonato Europeo | Campeonato Europeo | Campeonato Europeo |
| Año                | Lugar              | Medalla            | Prueba             |
| ------------------ | ------------------ | ------------------ | ------------------ |
| 2002               | Malmö (Suecia)     | Medalla de oro     | Dobles             |